# Hardenberg (loża wolnomularska)

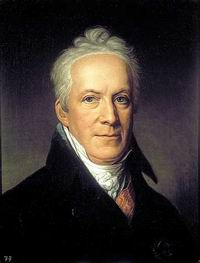
Karl August von Hardenberg, patron loży

Hardenberg – dawna loża wolnomularska Niemców wyznania mojżeszowego, której siedziba mieściła się we Frankfurcie nad Odrą.
Jej numer loży wynosił: 393, jednak jej rzymski numer nie jest znany.
Nazwa loży pochodziła od nazwiska księcia Klausa Augusta von Hardenberga, trzykrotnego premiera Prus, który nadał prawa Żydom.